# Apodus
Apodus is een geslacht van schimmels uit de familie Neoschizotheciaceae. De typesoort is Apodus deciduus.

## Soorten
Volgens Index Fungorum telt het geslacht twee soorten (peildatum april 2024):
| Soortnaam       | Auteur(s)      | Publicatiejaar |
| --------------- | -------------- | -------------- |
| Apodus deciduus | Malloch & Cain | 1971           |
| Apodus oryzae   | Carolis & Arx  | 1975           |